# Semljane
Semljane (russisch Земляне, dt. Erdlinge) ist eine russische Rock-Gruppe aus Sankt Petersburg, die große Erfolge Anfang der 1980er hatte und bis heute aktiv ist.
Ihr großer Hit „Trawa u doma“ (russisch Трава у дома, dt. Das Gras zu Hause) aus dem Jahre 1983 wurde 2009 die offizielle Hymne des Russischen Raumfahrtprogramms.

## Geschichte

### Gründung
Ursprünglich wurde Semljane 1968 von Studenten des Leningrader Radiopolytechnikum gegründet. Damals wurden hauptsächlich Coversongs ihrer großen westlichen Vorbildern wie Deep Purple gespielt. Allerdings kam es 1978 zu einem Unterbruch und eine zweite Band wurde unter demselben Namen von Andrei Bolschew und Wladimir Kisseljow mit neuer Besetzung gegründet.

### 1980er Jahre
In den 1980er Jahren bestand die Original-Besetzung aus dem Sänger und Keyboarder Sergei Skatschkow, dem Sänger und Gitarristen Igor Romanow, dem Bassisten Boris Aksenow und dem Schlagzeuger Wladimir Kisseljow.
1979 erschien ihre erste Single Krasny kon (russisch Красный конь) und 1981 ihr erstes Album unter dem Namen Wladimir Migulja & Gruppe Erdlinge (russisch Владимир Мигуля & группа «Земляне»).
1983 erschien der erfolgreiche Hit Trawa u doma (russisch Трава у дома, dt. Das Gras zu Hause), welches von der Sehnsucht der Kosmonauten nach der Erde und ihrem Zuhause handelt. Das Stück wurde auch in der populären Zeichentrickserie Hase und Wolf verwendet.
1987 erschien das Album Den roschdenija Semli (russisch День рождения Земли).

### Seit 1990
In den Jahren 1992–1994 pausierte die Band. 1995 bestand die Band aus dem Sänger Sergei Skatschkow, dem Bassisten Juri Lewatschow, dem Gitarristen Gennadi Martow, dem Schlagzeuger Leonid Chaikin und dem Keyboarder Michail Iwanow.

## Diskografie

### Alben
- 1980: Владимир Мигуля & группа «Земляне»
- 1987: Радость и Печаль
- 1987: День Рождения Земли
- 2002: SOS
- 2008: Холод Души
- 2009: Земляне & Supermax
- 2010: Символы Любви

### Singles und EPs
- 1979: Красный конь
- 1982: Каратэ
- 1982: Каскадеры
- 1983: Дельтоплан
- 1986: Путь домой
- 1988: Дымкою Мая
- 2019: Глобус